# René Mayer
René Mayer (4 de maio de 1895 - 13 de dezembro de 1972) foi um político francês. Ocupou o cargo de primeiro-ministro da França, entre 8 de Janeiro de 1953 a 27 de Junho de 1953.